# مكتب العنف على المرأة

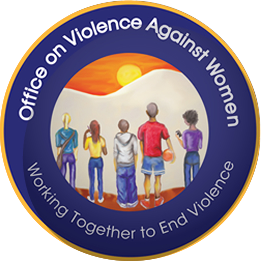

أُنشئ مكتب الولايات المتحدة للعنف على المرأة على أعقاب قانون مكافحة العنف على المرأة لعام 1994. وتم تجديد القانون في عام 2005 ومرة أخرى في عام 2013. حيث أن القانون ينص على الحد والتقليل من العنف الذي يقع علي المرأة في أي مكان بما في ذلك الحرم الجامعي وداخل البيوت. حيث طالب القانون مكتب رسمي يتصدى لقضايا العنف على المرأة ويطالب بالعدالة ويعزز الخدمات لضحايا العنف الأسري، العنف في المواعدة والاعتداء الجنسي.
فالذي يرأس المكتب الخاص بالعنف على المرأة مدير يعينه الرئيس ويقر علي تعيينه مجلس الشيوخ. ونائب المدير الرئيسي يعمل مباشرة تحت المدير كنائب. حتى يناير 2017، كانت بيا هانسون الحاصلة علي درجة الدكتوراة، كانت تقوم بأعمال المدير ونائب المدير. وعندما استقالت في يناير 2017، تولت نادين نيوفيل الإدارة.
يتلقى مكتب مكافحة العنف على المرأة كمكتب في وزارة العدل بالولايات المتحدة التمويل الفيدرالي للمنح الفيدرالية التي تُمنح للمجتمعات في جميع أنحاء أمريكا حيث تستخدم تلك المنح لعقد شركات ناجحة بين السلطات الفيدرالية والمحليات فضلاً عن تقديم الخدمات لضحايا العنف المنزلي والعنف في المواعدة والاعتداء الجنسي. حيث كانت خلال السنة المالية 2017، وصلت قيمة منح مكتب مكافحة العنف على المرأة مبلغ 450,000,000 دولار.
على سبيل المثال، يساعد برنامج خدمات الاعتداء الجنسي ضحايا الاعتداء الجنسي وأفراد العائلة المتأثرين به. فمنذ تأسيس ذلك المكتب تم منح مايقارب أكثر من 6 مليارات دولار موجهة لمثل هذه المشاريع.